# Grift of the Magi
"Grift of the Magi" är avsnitt nio från säsong elva av Simpsons och sändes på Fox den 19 december 1999. I avsnittet bryter Bart svanskotan och tvingas sitta i rullstol en tid. Under tiden börjar då Fat Tony bygga rullstolsramper på Springfield Elementary School. Byggandet blir dock för dyrt så skolan tvingas stänga och Kid First Industries tar över verksamheten. Då Lisa upptäcker att skolans nya ägare sett till att eleverna har hjälpt till att skapa årets julklapp, Funzo och upptäckt att leksaken är programmerad att förstöra andra leksaker tar hon hjälp av Bart för att stoppa produktionen. I avsnittet gästskådespelar Tim Robbins som Jim Hope, Gary Coleman som sig själv, Joe Mantegna som Fat Tony, Marcia Wallace som Edna Krabappel och Clarence Clemons gör berättarrösten. Avsnittet skrevs av Tom Martin och regisserades av Matthew Nastuk.

## Handling
Milhouse är på besök hos familjen Simpson och kan inte gå hem eftersom det är ett ozonhål över Springfield. De två går och utforskar Marges garderob och börjar klä sig i kvinnokläder. Medan de hoppar i sängen och sjunger "Sisters Are Doin' It for Themselves" kommer Homer in i sovrummet. Bart tappar då balansen och när han faller stöter han emot ett av Homers bowlingklot och bryter svanskotan. De tar Homer till Dr. Hibbert som ger Bart en rullstol som han får använda tills svanskotan har läkt. När Bart kommer till skolan nästa dag har han svårt att ta sig uppför trapporna. Rektor Skinner får då besök av Fat Tony vars byggföretag börjar bygga rullstolsramper i skolan. Byggandet blir färdigt lagom till att Barts svanskorta är läkt och han inte behöver någon rullstol längre. Direkt efter invigningen av ramperna faller hela byggkonstruktionen ihop, trots det tvingas skolan betala byggkostnaden på 200 000 dollar. Den höga byggkostnaden gör skolan bankrutt och den tvingas stänga och eleverna blir utan skola.
Skinner tar då hjälp av några studenter för att få Mr. Burns att donera en summa pengar men han vägrar. Företaget Kid First Industries rycker då in och gör om den till en privatskola. Alla elever utom Lisa gillar den nya skolan som nu undervisar mera om leksaker och har föreläsningar om marknadsföring. Då Lisas lärare upptäcker att hon pluggat matematik under lektionstid trots att de pratat om leksaker ger de henne kvarsittning. Lisa upptäcker under kvarsittningen att skolans chefer spionerar på eleverna men då hon konfronterar dem tillsammans med polisen är alla spåren borta så alla tror att Lisa ljuger. Det blir december och Bart och Lisa ser på TV reklam för en leksak som baseras på vad Bart och Lisa sagt i skolan. Bart och Lisa besöker då företagets huvudkontor för att konfrontera dem. För att få dem att hålla tyst ger företaget dem ett exemplar av leksaken Funzo. Då Bart leker med den upptäcker han och Lisa att leksaksroboten förstör andra leksaker och de inser att leksaken måste stoppas från att hamna i julklapparna.
På julaftonsnatten sjunger Bart och Lisa julsånger medan Homer stjäl julklappspaketen med leksaken från invånarna i Springfield. Efteråt kastar de leksaken i stadens bildäcksbrand men då de gör de kommer företagets säkerhetsvakt Gary Coleman för att stoppa dem. Lisa och Bart förklarar för honom att leksaksföretaget och de pratar om både fördelar och nackdelar om julen hela natten. På morgonen har Coleman insett att företaget gjort fel och går och äter julmiddag hos Simpson. Samtidigt sänker Mr. Burns pengar till skolan efter blivit hemsökt av tre andar under natten, och skolan kan öppna igen.

## Kulturella referenser
Då Homer stjäl julklapparna är det en referens till Grinchen och att Mr. Burns får besök av tre andar inför julen är en referens till En julsaga. Avsnittet gjordes samtidigt som Furby var populär och deras leksak är baserat på den.

## Produktion
"Grift of the Magi" skrevs av Tom Martin och regisserades av Matthew Nastuk, avsnittet var det första som Martin skrev utan hjälp. Martin fick idén till avsnitten efter läst en tidningsartikel om hur stora företag fått tillstånd att marknadsföra sina produkter i elevernas läroböcker. Tim Robbins gör rösten till Jim Hope som är Barts lärare, Gary Coleman medverkar som sig själv, Joe Mantegna gör rösten till Fat Tony, Marcia Wallace som Edna Krabappel och Clarence Clemons gör avsnittets berättarröst. Scully tillfrågade Robbins eftersom de anser de ansåg att han skulle passa som karaktären. Gary Coleman jobbar i avsnittet som säkerhetsvakt, ett jobb han hade under 1998.

## Mottagande
"Grift of the Magi" sändes på Fox den 19 december 1999,  avsnittet sågs av 7,76 miljoner hushåll och fick en Nielsen rating på 7.7 och hamnade på plats 39 över mest sedda program under veckan och det näst mest sedda på Fox. Avsnittet finns på DVD-utgåvan Christmas With the Simpsons. Enligt Adam Tyner på DVD Talk visar avsnittet en bild av julens kommersialism, i Newsday har Diane Werts beskrivit att avsnittet handlar om kampen hos företagen att få årets julklapp.
I DVD Movie Guide har Colin Jacobson beskrivit avsnittet som att det känns som en sammanslagning av tidigare avsnitt och den ger inte mycket humor. Han gillar inte att handlingen främst handlar om kommersialismen hos företagen. Joel Cunningham har i Digitally Obsessed kallat säsongen för säsongen som serien började tappa sin klassiska humor. När han beskriver avsnittet anser han att det finns några bra skämt men historien hänger inte ihop på ett bra sätt. Adam Tyner på DVD Talk anser att det finns några roliga skämt men de är inte inga som man kommer att minnas. Brian James på Popmatters anser att scenerna med Coleman är det bästa, och Meghan Lewit från samma företag placerade avsnittet på plats åtta över de tio bästa avsnitten med helgtema i en TV-serie.